# Ashikaga Yoshimasa
Ashikaga Yoshimasa (足利 義政, 20 de janeiro de 1435 - 27 de janeiro, 1490) foi o oitavo xogum do Xogunato Ashikaga que reinou entre 1449 e 1473 durante o período Muromachi do Japão. Yoshimasa era filho do sexto xogum, Ashikaga Yoshinori.

## Biografia

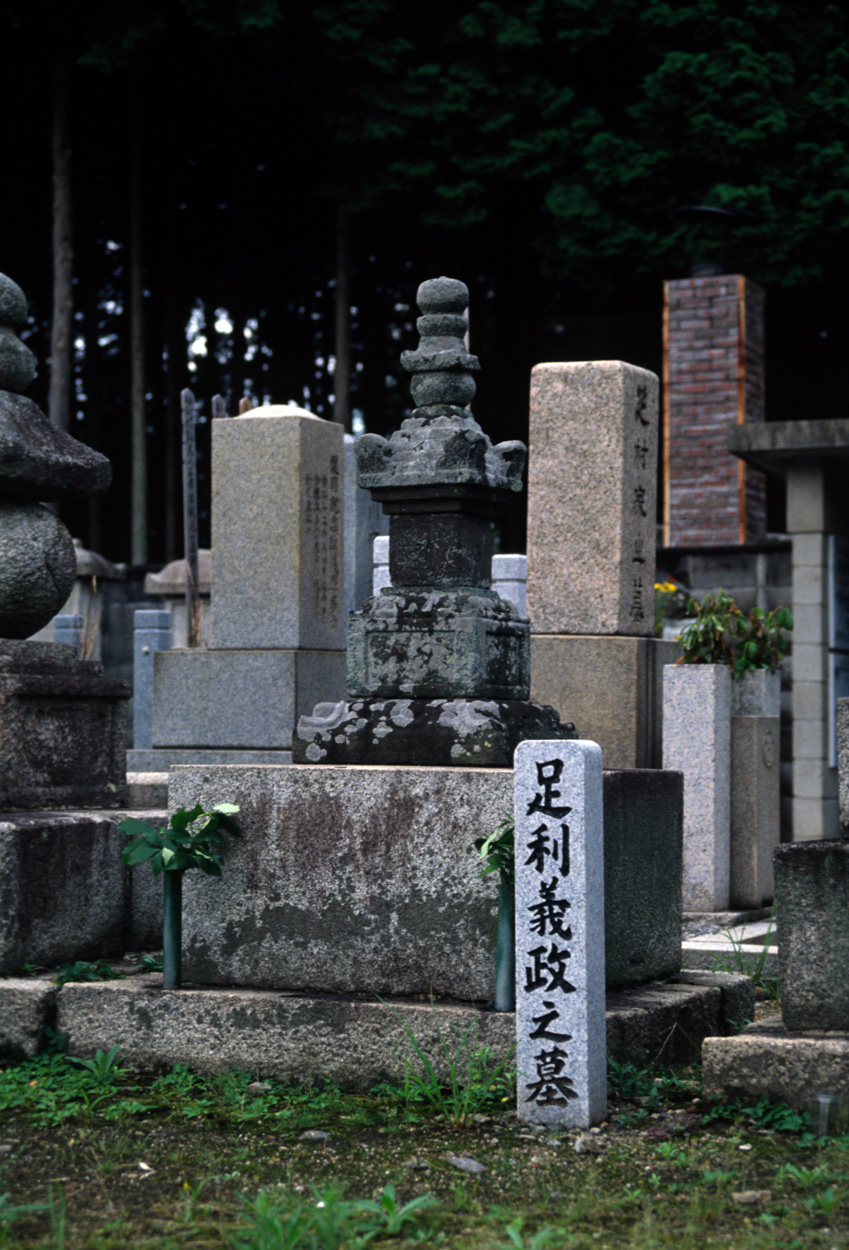
Túmulo de Ashikaga Yoshimasa, Kyoto

Em 16 de agosto de 1443 (Kakitsu 3, 21 º dia do mês 7), dez anos após a morte do seu irmão, Ashikaga Yoshikatsu, Yoshimasa tornou-se xogum. Foi xogum por apenas três anos, quando o bakufu elegeu o irmão mais novo.
Durante o mandado de Yoshimasa, o país observou o surgimento da cultura Higashiyama, com a prática da cerimónia do chá, da ikebana, da poesia japonesa nō e a pintura com tinta nanquim; esta cultura foi bastante influênciada pelo budismo zen e pelo aparecimento da estética japonesa como o wabi-sabi e a harmonização das culturas da Corte Imperial e dos samurais.
Em 1464, Yoshimasa não tinha qualquer herdeiro, assim adoptou o seu próprio irmão como seu sucessor. Não obstante, no ano seguinte Yoshimasa teve um filho, iniciando-se assim uma disputa de sucessão entre os irmão. Em 1467 o conflito converteu-se na Guerra de Ōnin, a qual duraria por onze anos e dando lugar ao período Sengoku da história japonesa, que permaneceu por um século. Por motivos desta hostilidade, Yoshimasa abdicou em 1473 do seu estatuto, beneficiando o seu filho Ashikaga Yoshihisa com o título de xogum.
Em 1489 foi construído o templo Ginkaku-ji em Kyoto enquanto sitio de retiro para Yoshimasa. Este morreria no ano seguinte.
| Precedido por Ashikaga Yoshikatsu | -- 8° Xogum Muromachi 1449 -- 1473 | Sucedido por Ashikaga Yoshihisa |